# Vasaces Sarones
Vasaces Sarones (em latim: Vasaces; em armênio: Վասակ; romaniz.: Vasak; em grego: Βασσάκης; romaniz.: Bassákēs) foi um nobre armênio (nacarar) da família Sarones do século V, ativo durante o reinado do xainxá Perozes I (r. 459–484).

## Nome
Vasaces é a forma latina do armênio Vasaque (Վասակ, Vasak), que derivou do iraniano médio Vasaque (*Vasak) e, por conseguinte, do iraniano antigo Vasaca (*Vasa-ka-; de *vas-, "desejar, desejo"). Foi registrado em aramaico do Egito como Vasaque (Wsk̊), em sodiano maniqueísta como Vasaque (Ws’k), em siríaco como Basague (Basag) e em grego como Uasaces (Ουασάκης, Ouasákēs), Bataces (Βαττάκης, Battákēs) e Bas[s]aces (Βασ[σ]άκης, Bas[s]ákēs). Ferdinand Justi propôs que estivesse ligado a Bagasaces (Bagasacēs; Βαγασάκης, Bagasákēs), que derivou do persa antigo Bagasaca (*Bagasaka).

## Contexto

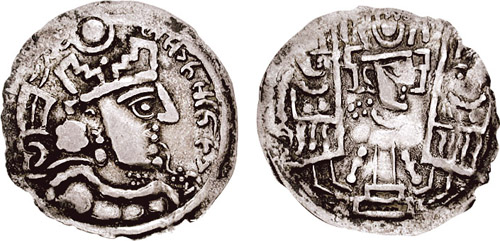
Dracma de r.

Em 428, os nacarares da Armênia peticionaram ao xainxá Vararanes V (r. 420–438) para que destronasse o rei Artaxias IV (r. 422–428) e abolisse a dinastia arsácida. Para governar o país, Vemir-Sapor foi nomeado como marzobã e e Vaanes II foi designado à tenência real. Vemir-Sapor morreu em 442, após uma administração considerada justa e liberal, na qual conseguiu manter a ordem sem ferir o sentimento nacional de frente. Vasaces I substituiu-o como marzobã. Vararanes permitiu a manutenção do cristianismo, enquanto procurava acabar com a influência do Império Bizantino sobre a Igreja da Armênia ao anexá-la à Igreja do Oriente. Contudo, seu filho e sucessor, Isdigerdes II (r. 438–457), era um pietista masdeísta e se comprometeu a impor o masdeísmo na Armênia, exigindo que a nobreza apostatasse e fundando templos de fogo sobre igrejas. Sob a liderança de Vardanes II, se revoltaram, mas foram derrotados em junho (ou 26 de maio) de 451 na Batalha de Avarair; a maioria dos nacarares que participaram da revolta foram então deportados à capital persa de Ctesifonte. Após Avarair, os armênios foram constantemente chamados pelos iranianos para expedições militares distantes e foram obrigados a aceitar o crescente poder dos apóstatas. No contexto, receberam bem o apelo da revolta de Vactangue I (r. 447–522), que sublevou contra os persas.

## Vida

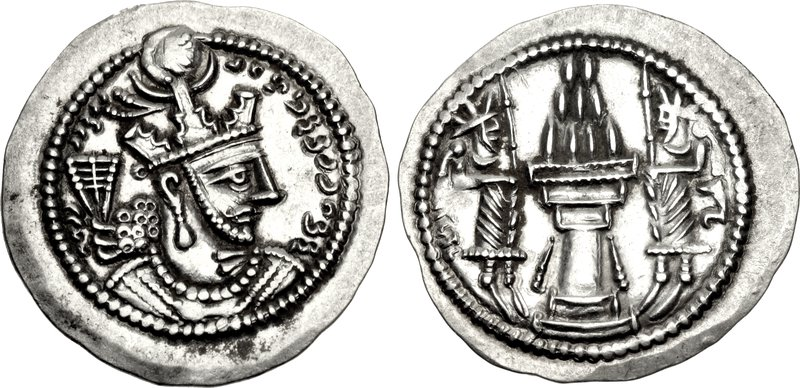
Dracma de r.

A parentela de Vasaces é desconhecido, exceto que pertencia à família Sarones. Quando a rebelião de Vaanes I Mamicônio eclodiu, manteve-se leal ao xainxá Perozes I (r. 459–484). Segundo Lázaro de Farpe, em 481, após os rebeldes conseguirem grande vitória contra os iranianos na Batalha de Acorri, foi enviado pelo inimigo (que é metaforicamente referido como Satanás) ao lado de Vargoxe Gentúnio para Dúbio para espalhar as falsas notícias de que os armênios foram derrotados, causando pânico. Foram desmentidos, no enquanto, quando um dos combatentes, Arrastão, contou publicamente a verdade.